# Wendy Chamberlain
Ne doit pas être confondu avec la diplomate américaine Wendy Chamberlin.
Pour les articles homonymes, voir Chamberlain.
Wendy Anne Chamberlain, née le 20 décembre 1976 à Greenock (Inverclyde, Écosse), est une femme politique britannique, membre des Libéraux-démocrates. Elle est élue députée du North East Fife à la Chambre des communes du Royaume-Uni en décembre 2019.

## Biographie
Chamberlain étudie à l'université d'Édimbourg et est officier de police durant douze ans. Elle se présente dans la circonscription de Stirling aux élections générales de 2017, en vain.